# Bo Nordby Tranholm
Bo Nordby Tranholm, geb. Nordby Andersen, (* 22. März 1979 in Aalborg) ist ein ehemaliger dänischer Eishockeyspieler.

## Karriere
Bo Nordby Tranholm begann seine Karriere als Eishockeyspieler in seiner Heimatstadt in der Nachwuchsabteilung von AaB Ishockey, für dessen Profimannschaft er von 1994 bis 1997 in der AL-Bank Ligaen, der höchsten dänischen Spielklasse, aktiv war. Anschließend spielte der Angreifer ein Jahr lang für dessen Ligarivalen Hvidovre Ishockey. Die Saison 1998/99 begann er bei den Odessa Jackalopes in der Western Professional Hockey League, ehe er weitere zweieinhalb Jahre bei AaB Ishockey verbrachte. Die Saison 2001/02 begann er beim Gislaveds SK in der HockeyAllsvenskan, der zweiten schwedischen Spielklasse, und beendete sie bei Herning Blue Fox in Dänemark. Seit 2002 spielt er erneut für AaB Ishockey in der AL-Bank Ligaen. Einzig während der Saison 2010/11 nahm er eine Auszeit vom Eishockey. Sein größter Erfolg mit Aalborg war der Gewinn des dänischen Pokalwettbewerbs im Jahr 2007. Im Anschluss an die Saison 2011/12 beendete er seine Karriere im Alter von 33 Jahren. 

### International
Für Dänemark nahm Nordby Tranholm im Juniorenbereich an den U18-Junioren-B-Europameisterschaften 1996 und 1997, den U20-Junioren-C-Weltmeisterschaften 1997 und 1998 sowie der U20-Junioren-B-Weltmeisterschaft 1999 teil. 
Im Seniorenbereich stand er im Aufgebot seines Landes bei den B-Weltmeisterschaften 1998, 1999, 2000 und 2002 sowie bei den A-Weltmeisterschaften 2003, 2004, 2005, 2006, 2007 und 2008.

## Erfolge und Auszeichnungen
- 2002 Aufstieg in die Top-Division bei der Weltmeisterschaft der Division I
- 2002 Topscorer der Weltmeisterschaft der Division I, Gruppe B
- 2002 Bester Vorlagengeber der Weltmeisterschaft der Division I, Gruppe B
- 2007 Dänischer Pokalsieger mit AaB Ishockey